# Indice di posizione
In statistica, gli indici di posizione (anche detti indicatori di posizione, o indici di tendenza centrale o misure di tendenza centrale, in quanto in generale tendono a essere posizionati centralmente rispetto agli altri dati della distribuzione) sono indici che danno un'idea approssimata dell'ordine di grandezza (la posizione sulla scala dei numeri, appunto) dei valori esistenti.

## Esempi
Sono indici di posizione:
- media, comprese la media aritmetica, media geometrica e media armonica
- mediana, quartile, quantile (o percentile)
- moda

## Rappresentazione
Un modo per rappresentare graficamente 
alcuni indici di posizione è il box-plot.